# Cryptophysa setosa
Cryptophysa es un género botánico monotípico de plantas fanerógamas pertenecientes a la familia Melastomataceae. Su única especie: es: Cryptophysa setosa Standl. & J.F.Macbr.. Es originaria de Panamá.

## Taxonomía
El género fue descrito por Paul Carpenter Standley & James Francis Macbride y publicado en Publications of the Field Museum of Natural History, Botanical Series 4(8): 244-245, en el año 1929.